# Qualificazioni al campionato mondiale di calcio 2018 - UEFA - Fase a gironi, gruppo G
Questo è il Gruppo G, uno dei nove gruppi sorteggiati dalla FIFA valevoli per le qualificazioni al campionato mondiale di calcio 2018 per la UEFA. Il gruppo è composto da sei squadre che sono: Spagna (testa di serie e posizione numero 12 del ranking mondiale al momento del sorteggio), Italia (seconda fascia e posizione 17 del ranking), Albania (terza fascia e posizione 36), Israele (quarta fascia e posizione 51), Macedonia (quinta fascia e posizione 105) e Liechtenstein (sesta fascia e posizione 147). Si svolge in partite di andata e ritorno per un totale di 10 giornate al termine delle quali la squadra prima in classifica si qualificherà direttamente alla fase finale del mondiale mentre la squadra seconda classificata, se risulterà tra le 8 migliori seconde, dovrà disputare un turno di spareggio per ottenere la qualificazione al mondiale 2018.

## Classifica
| Pos. | Squadra       | Pti | G  | V | N | P  | GF | GS | DR  |
| ---- | ------------- | --- | -- | - | - | -- | -- | -- | --- |
| 1.   | Spagna        | 28  | 10 | 9 | 1 | 0  | 36 | 3  | +33 |
| 2.   | Italia        | 23  | 10 | 7 | 2 | 1  | 21 | 8  | +13 |
| 3.   | Albania       | 13  | 10 | 4 | 1 | 5  | 10 | 13 | -3  |
| 4.   | Israele       | 12  | 10 | 4 | 0 | 6  | 10 | 15 | -5  |
| 5.   | Macedonia     | 11  | 10 | 3 | 2 | 5  | 15 | 15 | 0   |
| 6.   | Liechtenstein | 0   | 10 | 0 | 0 | 10 | 1  | 39 | -38 |

Il regolamento prevede i seguenti criteri (in ordine d'importanza dal primo all'ultimo) per stabilire la classifica del girone:
- Maggior numero di punti ottenuti
- Miglior differenza reti
- Maggior numero di gol segnati

Nel caso in cui due o più squadre siano pari nei criteri sopraddetti, per determinare quale formazione sia avanti si considera:
- Maggior numero di punti ottenuti negli incontri fra le squadre a pari punti
- Miglior differenza reti negli incontri fra le squadre a pari punti
- Maggior numero di gol segnati negli incontri fra le squadre a pari punti
- Maggior numero di gol segnati in trasferta negli incontri fra le squadre a pari punti
- Miglior punteggio nella graduatoria del fair play
- Sorteggio a opera del Comitato Organizzativo della FIFA

## Risultati

### 1ª giornata
| Arbitro: | Simon Lee Evans |

|                                                                                    |           |  |
| Diego Costa 10’, 66’ Sergi Roberto 55’ Silva 59’, 90+1’ Vitolo 60’ Morata 82’, 83’ | Marcatori |  |

| Arbitro: | Hüseyin Göçek |

|                     |           |             |
| Sadiku 9’ Balaj 89’ | Marcatori | 51’ Alioski |

| Arbitro: | Sergej Karasëv |

|              |           |                                            |
| Ben Haim 35’ | Marcatori | 14’ Pellè 31’ (rig.) Candreva 83’ Immobile |

### 2ª giornata
| Arbitro: | Tamás Bognár |

|  |           |                            |
|  | Marcatori | 12’ (aut.) Jehle 71’ Balaj |

| Arbitro: | Felix Brych |

|                     |           |            |
| De Rossi 82’ (rig.) | Marcatori | 55’ Vitolo |

| Arbitro: | Andre Marriner |

|                 |           |                        |
| Nestorovski 63’ | Marcatori | 25’ Hemed 43’ Ben Haim |

### 3ª giornata
| Arbitro: | Clayton Pisani |

|               |           |            |
| Hemed 4’, 16’ | Marcatori | 49’ Göppel |

| Arbitro: | Danny Makkelie |

|                            |           |                                 |
| Nestorovski 57’ Hasani 59’ | Marcatori | 24’ Belotti 75’, 90+2’ Immobile |

| Arbitro: | Bas Nijhuis |

|  |           |                            |
|  | Marcatori | 55’ Diego Costa 63’ Nolito |

### 4ª giornata
| Arbitro: | Deniz Aytekin |

|  |           |                                          |
|  | Marcatori | 18’ (rig.) Zahavi 66’ Einbinder 84’ Atar |

| Arbitro: | Robert Schörgenhofer |

|                                                        |           |  |
| Velkovski 34’ (aut.) Vitolo 63’ Monreal 84’ Aduriz 85’ | Marcatori |  |

| Arbitro: | Ivan Bebek |

|  |           |                                            |
|  | Marcatori | 11’, 44’ Belotti 12’ Immobile 32’ Candreva |

### 5ª giornata
| Arbitro: | Jonathan Lardot |

|  |           |                                  |
|  | Marcatori | 43’ Nikolov 68’, 73’ Nestorovski |

| Arbitro: | Michael Oliver |

|                                           |           |              |
| Silva 13’ Vitolo 45+1’ Costa 51’ Isco 88’ | Marcatori | 76’ Refaelov |

| Arbitro: | Slavko Vinčić |

|                                  |           |  |
| De Rossi 12’ (rig.) Immobile 71’ | Marcatori |  |

### 6ª giornata
| Arbitro: | Kevin Clancy |

|                                                                    |           |  |
| Insigne 35’ Belotti 52’ Éder 75’ Bernardeschi 83’ Gabbiadini 90+1’ | Marcatori |  |

| Arbitro: | Aljaksej Kul'bakoŭ |

|  |           |                              |
|  | Marcatori | 22’, 44’ Sadiku 71’ Memushaj |

| Arbitro: | Paweł Gil |

|               |           |                     |
| Ristovski 66’ | Marcatori | 15’ Silva 27’ Costa |

### 7ª giornata
| Arbitro: | Sergei Lapochkin |

|                      |           |  |
| Roshi 54’ Agolli 78’ | Marcatori |  |

| Arbitro: | Aleksej Es'kov |

|  |           |            |
|  | Marcatori | 73’ Pandev |

| Arbitro: | Björn Kuipers |

|                          |           |  |
| Isco 13’, 40’ Morata 77’ | Marcatori |  |

### 8ª giornata
| Arbitro: | Benoît Bastien |

|              |           |  |
| Immobile 53’ | Marcatori |  |

| Arbitro: | Jonas Eriksson |

|                       |           |           |
| Trajkovski 78’ (rig.) | Marcatori | 52’ Roshi |

| Arbitro: | Ivaylo Stoyanov |

|  |           |                                                                              |
|  | Marcatori | 3’ Ramos 15’, 54’ Morata 16’ Isco 39’ Silva 51’, 63’ Aspas 89’ (aut.) Göppel |

### 9ª giornata
| Arbitro: | Arnold Hunter |

|  |           |          |
|  | Marcatori | 22’ Tibi |

| Arbitro: | Tiago Martins |

|               |           |                |
| Chiellini 40’ | Marcatori | 77’ Trajkovski |

| Arbitro: | Aleksei Eskov |

|                                 |           |  |
| Rodrigo 16’ Isco 24’ Thiago 27’ | Marcatori |  |

### 10ª giornata
| Arbitro: | Craig Thomson |

|  |           |                  |
|  | Marcatori | 76’ Illarramendi |

| Arbitro: | Svein Oddvar Moen |

|  |           |              |
|  | Marcatori | 73’ Candreva |

| Arbitro: | Laurent Kopriwa |

|                                                |           |  |
| Musliu 36’ Trajkovski 38’ Bardhi 67’ Ademi 69’ | Marcatori |  |

## Statistiche

### Classifica marcatori
Ultimo aggiornamento: 9 ottobre 2017.
6 reti
- Ciro Immobile

5 reti
- Diego Costa
- Isco
- Álvaro Morata
- David Silva

4 reti
- Andrea Belotti
- Ilija Nestorovski
- Vitolo

3 reti
- Armando Sadiku
- Tomer Hemed
- Antonio Candreva (1 rig.)
- Aleksandar Trajkovski (1 rig.)

2 reti
- Bekim Balaj
- Odise Roshi
- Tal Ben Haim
- Daniele De Rossi (2 rig.)
- Iago Aspas

1 rete
- Ledian Memushaj
- Ansi Agolli
- Eliran Atar
- Dan Einbinder
- Lior Refaelov
- Eitan Tibi
- Eran Zahavi (1 rig.)
- Federico Bernardeschi
- Giorgio Chiellini
- Éder Citadin Martins

- Manolo Gabbiadini
- Lorenzo Insigne
- Graziano Pellè
- Maximilian Göppel
- Arijan Ademi
- Ezgjan Alioski
- Enis Bardhi
- Ferhan Hasani
- Visar Musliu
- Boban Nikolov

- Goran Pandev
- Stefan Ristovski
- Aritz Aduriz
- Thiago Alcántara
- Asier Illarramendi
- Nacho Monreal
- Nolito
- Sergi Roberto
- Sergio Ramos
- Rodrigo

Autoreti
- Peter Jehle (1 pro  Albania)
- Maximilian Göppel (1 pro  Spagna)
- Darko Velkoski (1 pro  Spagna)